# Главни хирург ко?
Главни хирург ко? (енг. Chief Surgeon Who?) је четврта епизода прве сезоне америчке војномедицинске драмедије M*A*S*H (срп. Меш). Главни хирург ко се први пут емитовала осмог октобра 1972. године на америчком телевизијском каналу Си-Би-Ес. Епизоду је написао Лари Гелбарт, а режирао Е. В. Смакхемер.
Главни хирург ко? је премијерно приказана осмог октобра 1972. године, а репризе емитовале су се 15. априла и 29. јула 1973. године.
Смештена током Корејског рата, радња Главни хирург ко? прати капетана Бенџамина Френклина "Хокаја" Пирса (Алан Алда) и капетана "Трапера" Џона Френциса Ксавијера Мекинтајера (Вејн Роџерс), водеће хирурге у четири хиљаде седамдесет и седмој мобилној војној болници (енг. Mobile Army Surgical Hospital). У овој епизоди Хокај постаје нови главни хирург у болници, што се не допада мајору Френку Бурнсу који сматра да би он требао бити нови водећи хирург уместо Хокаја, зато што има виши чин од њега (иако је у реалности лошији хирург). Бесан, Бурнс доводи генерала да регулише живот у болници.
Главни хирург ко? је прва епизода у којој се појављује карактер каплара Клингера (Џејми Фар). У почетку Фаров карактер је био намењен да буде једнократан карактер, исписан из серије након ове епизоде, али се он публици допао, па је након прве сезоне Фар постао део редовне поставе серије. У интервјуу Фар је рекао: "доведен сам на један дан рада и остао сам једанаест година!"
Лари Гелбарт је за писање ове епизоде добио награду Америчког удружења режисера за достигнуће у епизодној комедији.

## Радња
У току једне вишечасовне сесије у амбуланти мајор Френк Бурнс (Лари Линвил) схвата да медицинско особље више поштује капетана Бенџамина "Хокаја" Пирса (Алан Алда), иако је Френк виши чин од њега. Ово му се не допада, па Бурнс одлази код свог надређеног, потпуковника Хенрија Блејка да се пожали. Блејк одлучује заузврат да прогласи Пирса главним хирургом болнице. Бурнс сматра да он заслужује улогу водећег хирурга, пошто је он други највећи чин у болници после Блејка. Блејк не попушта, па зато Бурнс одлучује да позове Блејковог надређеног, генерала Баркера, да регулише ситуацију у болници, о постави њега као главног хирурга.
Те вечери, сви болничари (осим Бурнса и његове љубавнице мајор Маргарет Хулихан) прослављају Хокајеву нову улогу главног хирурга болнице. Нешто касније, када се журка полако стишавала, генерал Баркер долази у болницу и наилази на Хокаја како игра покер са Трапером и Ружним Џоном. У сцени која је скоро комплетно преузета из романа "Меш: роман о три доктора", писца Ричарда Хукера, Хокај и генерал имају свађу око живота тешко рањеног војника. Генерал сматра да је Хокај неодговоран и да не прати стање свог пацијента, док Хокај сматра да зна најбоље и да је живот његовог пацијента у добрим рукама. Генерал напушта Хокајеве одаје и креће да лута кампом. Он лута од шатора до шатора и налеће на Блејка, који хвата црве за пецање, а касније и каплара Клингера у женској одећи. Згрожен, он се спрема да започне поступак, али одлази до болнице и ту наилази на Пирса који се спрема да започне операцију над човеком око којег се свађао са генералом. Ту, он и генерал оперишу над човеком и он успева да преживи операцију. Генерал одлучује да не започиње поступак над Пирсом и болницом и одлази, али не пре него што каже Блејку да казни мајора Бурнса и мајора Хулихан за трошење генераловог времена.
У последњој сцени епизоде током операције, Френк пита Хокаја за помоћ и он му радо помаже.

## Улоге

#### Главне улоге
- Алан Алда - капетан Бенџамин Френклин "Хокај" Пирс

- Вејн Роџерс - капетан "Трапер" Џон Мекинтајер
- Меклејн Стивенсон - потпуковник Хенри Блејк
- Лорета Свит - мајор Маргарет "Вруће Усне" Хулихан
- Лари Линвил - мајор Френк Бурнс
- Гари Бургоф - млађи водник Валтер "Радар" О'Рајли

#### Споредне улоге
- Сорел Бук - генерал Вилсон Сполдинг Баркер
- Тимоти Браун - капетан Оливер Хармон "Бацач копља"
- Џон Орчард - капетан "Ружни Џон" Блек
- Џејми Фар - каплар Максвел Клингер
- Џек Рајли - капетан Каплан
- Одеса Кливленд - поручник Џинџер Бејлис, регистрована медицинска сестра[6]